# Cadra
Cadra – rodzaj małych ciem, należących do rodziny omacnicowatych. Rodzaj Ephestia jest z nim blisko spokrewniony i czasem używany jest zamiennie. Niektóre z gatunków są zamiennie przypisywane do obydwu tych rodzajów, szczególnie w źródłach nieentomologicznych.

## Gatunki
Do tego rodzaju należą między innymi:
- Cadra abstersella (Zeller, 1847)
- Cadra acuta Horak, 1994
- Cadra calidella (Guenée, 1845)
- Cadra cautella (Walker, 1863)
- Cadra corniculata Horak, 1994
- Cadra delattinella Roesler, 1965
- Cadra figulilella (Gregson, 1871)
- Cadra furcatella (Herrich-Schäffer, 1849)
  - Cadra furcatella afflatella
  - Cadra furcatella calonella
- Cadra perfasciata Horak, 1994
- Cadra reniformis Horak, 1994
- Cadra rugosa Horak, 1994